# Out of Control (Film)
Out of Control (chinesisch 失控·幽灵飞车) ist ein deutsch-chinesischer Action-Thriller unter der Regie von Axel Sand und Richard Lin mit Choi Seung-hyun als Interpol-Agent Tom Young und Cecilia Cheung als Action- und Martial-Arts-Darstellerin Lucy Lin, die die Filmfestspiele in Berlin besucht und dort auf den Menschen trifft, den sie nie mehr sehen wollte, ihren Ex-Verlobten.
Das Kölner News Journal schrieb, der Film erzähle „ein modernes High-Tech-Action-Abenteuer in Hochglanz-Optik“.

## Handlung
Lucy Lin, eine Schauspielerin, Martial-Arts-Ikone und chinesischer Superstar, reist für ein Filmfestival nach Berlin in Deutschland. Als sie auf dem roten Teppich ihrem Ex-Verlobten, dem Interpol-Agenten Tom Young über den Weg läuft, trübt sich ihre Stimmung, da ihr eine Begegnung mit ihm unangenehm ist.
Young ist dem skrupellosen Cyberkriminellen Bennet Kayser auf der Spur, da man herausgefunden hat, dass dieser am Tag, an dem Lins Film Premiere hat, eine perfide Erpressung plant und auch vor einem tödlichen Anschlag nicht zurückschrecken wird. Kayser gelingt es allerdings, einen Virus freizusetzen, was dann dazu führt, dass alle mit dem Internet verbundenen Geräte nur noch seinen Befehlen gehorchen. Das hat zur Folge, dass er die vollständige Kontrolle über die Flotte von 30 Stretchlimousinen, mit denen die Stars zu dem Event unterwegs sind, erlangt. Die Autos rasen daraufhin in einem mörderischen Tempo durch die Stadt, was lebensgefährliche Auswirkungen haben kann. Auch Lucy Lin sitzt mit ihrem Manager in einem der Wagen. Die Versuche, die immer noch schneller werdenden Fahrzeuge zu stoppen, schlagen fehl. Es kommt, wie es kommen muss, die infizierten Luxusfahrzeuge lösen tragische Unglücksfälle aus.
Nach einer endlos erscheinenden Zeit gelingt es Young in einer eindrucksvollen Aktion, das Steuerungssignal des Virus so nachhaltig zu unterbrechen, dass die betroffenen Fahrzeuge nicht mehr in Kaysers Hand sind, mit einer Ausnahme, die Limousine, in der Lucy sitzt, reagiert nicht auf die Störaktion. Nun bleibt nur noch ein unmittelbares Aufeinandertreffen von Tom Young und Bennet Kayser und Lucy Lin muss darauf vertrauen, dass der Mann, der sie einst wortlos vor dem Traualtar hat stehen lassen, den Gangstern überlegen ist und sich am Ende alles zum Guten wendet.

## Produktion

### Produktionsnotizen
Out of Control wurde vom 3. Februar bis Mai 21. Mai 2016 in Berlin, Ostwestfalen-Lippe (u. a. Nordumgehung A 30), Wuppertal, Düsseldorf, Bad Oeynhausen, Aldenhoven und auf der Reichsburg Cochem in Cochem von den Produktionsfirmen action concept und Dreams of The Dragon Pictures gedreht. Dem Film, der von der chinesischen Produktionsfirma Dreams of Dragons Pictures (Wilson Qui) finanziert wurde, stand ein geschätztes Budget von 25.000.000 Dollar zur Verfügung.

### Interview mit Axel Sand
Malte Samtenschnieder vom Westfalen-Blatt interviewte Axel Sand und wollte wissen, warum die Weltpremiere des Films in Köln fast „im Verborgenen“ stattgefunden habe. Sand antwortete, da der Start des Films in Asien erst Anfang 2018 geplant sei, habe man „von der chinesischen Produktion lediglich die Erlaubnis erhalten, den Film ohne großes Tamtam auf dem Festival“ vorzustellen. Dass der Film beim Kölner Filmfestival Premiere gehabt habe, sei „ein Dankeschön der Produktion an NRW für die großzügig bewilligten, außergewöhnlichen Drehorte“, die er sich als Regisseur nur habe wünschen können. Auf die Frage, wie er es sich erkläre, dass bisher in China kein Kinostart in Sicht sei, obwohl „das Actionspektakel ja bereits im Dezember 2016“ dort habe anlaufen sollen, erklärte Sand, dass „der Kinostart in Asien vertagt“ worden sei, „weil zu zu leichten politischen Spannungen zwischen China und Südkorea“ gekommen sei und da einer der Hauptdarsteller des Films Koreaner sei, „man es für klüger“ gehalten habe, „zu warten bis sich die Aufregung“ gelegt habe. In Deutschland werde der Film nicht im Kino laufen, da man hier „doch eher amerikanisch und europäisch geprägt“ sei, was Kino angehe. Man werde sich also mit einem DVD-Release begnügen müssen, schätze er.

### Veröffentlichung
Am 1. Oktober 2017 feierte Out of Control Weltpremiere beim Film Festival Cologne in Köln.
Der Film wurde zudem in Australien, Kanada, Indien, Mexiko, auf den Philippinen, in Singapur und im Vereinigten Königreich veröffentlicht. Die Huaxia Film Distribution ist für eine Veröffentlichung in China zuständig.

## Rezeption

### Kritik
Gary, der CEO von Arclight Hamilton meinte, dass Axel Sand und Richard Lin ein dynamisches Team seien, das außergewöhnlich darin sei, großen Nervenkitzel und einige wirklich umwerfende Stunts zu kreieren. Das Talent des Pop-Superstars T.O.P. sowie der Rest der fantastischen internationalen Besetzung würden dem Film Leben einhauchen und die actiongeladenen Rennen seien perfekt für den heutigen Markt.

### Auszeichnung
2017 wurde Axel Sand für und mit seinem Film Out of Control beim Filmfestival Cologne in der Kategorie „Made in NRW“ für den renommierten Filmpreis NRW nominiert.